# 알레시 체흐
알레시 체흐(슬로베니아어: Aleš Čeh, 1968년 4월 7일, 유고슬라비아 마리보르 ~ )는 슬로베니아의 전 축구 국가대표 선수이자, 포지션은 수비형 미드필더와 센터백이었다. 그는 지난 2002년 FIFA 월드컵 대회에서 슬로베니아의 주장으로 출전했었다.